# SpaceX CRS-11
SpaceX CRS-11, також відома як SpX-11 — місія вантажного космічного корабля до Міжнародної космічної станції, спочатку була запланована на квітень 2017 року, запуск здійснено 3 червня. Політ ракети-носія компанії SpaceX проводився в рамках контракту Commercial Resupply Services з компанією НАСА. Уперше було повторно  використано капсулу, яку раніше вже запускали в космос.

## Запуск місії
CRS-11 — друга, додаткова до дванадцяти місій, здійснених компанією SpaceX в рамках контракту Комерційний послуг забезпечення. У доповіді Генерального інспектора НАСА від червня 2016 року ця місія заявлена на 2017 рік. Запуск було здійснено за допомогою ракети-носія Falcon-9, до складу якої входить перший ступінь багаторазового використання.
Дана капсула Dragon вже літала у космос у 2014 році, під час місії CRS-4, провела там близько місяця, після чого здійснила приводнення в Тихому океані. Для повторного використання фахівці замінили обшивку корабля і тепловий щит.
Запуск здійснено 3 червня 2017 року о 21:07:38 (UTC).

## Основний корисний вантаж
Компанія НАСА заключила контракт з компанією SpaceX для проведення місії CRS-11 і тому саме НАСА визначала склад корисного вантажу, дату/час старту, параметри орбіти для спускного апарата Dragon. За даними доповіді Генерального інспектора НАСА від червня 2016 року, CRS-11, вага корисного вантажу в герметичному відсіку складає 1 737 кг і 1 573 кг — в негерметичному. Як відображено в матеріалах презентацій 2016 року, до вантажу цього рейсу також включені прилади NIcer, MUSES і ROSA.

## Повернення на Землю
3 липня корабель було відстиковано від МКС. Dragon повернув на Землю близько 4100 фунтів вантажу.